# 제주 고산리 유적
제주 고산리 유적(濟州 高山里 遺蹟)은 대한민국 제주특별자치도 제주시 한경면에 있는 석기시대의 유적이다. 1998년 12월 23일 대한민국의 사적 제412호로 지정되었다.
수월봉 앞 해안단구 대지에 넓게 형성되어 있는 신석기시대 전기의 선사유적이다. 신석기시대는 원시농경과 목축을 기반으로 정착생활을 시작하면서 인류문화 발달사에 새로운 계기를 마련한 시기이다.
발굴 결과 나온 유물로는 석기 99,000여 점, 토기조각 1,000여 점이 있는데, 특히 원시형 적갈색 섬유질 토기조각은 독특한 토기형태로 고산리식 토기라고 불린다. 당시 사람들이 사용했던 유물 조합을 통해 후기 구석기 말엽의 수렵채집 집단이 석기 전통을 계승하며, 초보적인 형태의 토기를 만들었던 것으로 짐작한다.
구석기 후기 문화에서 신석기 전기 문화로 옮겨가는 과정을 알 수 있고, 시베리아, 만주, 일본, 한반도 지역을 포함하는 동북아시아의 신석기 전기 문화 연구에 좋은 자료로서 중요한 유적이다.

## 참고 자료
- 제주 고산리 유적 - 국가유산청 국가유산포털